# Slag bij Iconium
De Slag bij Iconium (soms vermeld als de Slag bij Konya) vond plaats op 18 mei 1190 gedurende de Derde Kruistocht, tijdens de expeditie van keizer Frederik I Barbarossa naar het Heilige Land. Het resulteerde erin dat de stad Konya die onderdeel uitmaakte van het sultanaat Rûm, in handen van de kruisvaarders viel.

## Achtergrond
Na de fatale Slag bij Hattin en het Beleg van Jeruzalem, vielen de kruisvaardersstaten grotendeels in handen van Saladin's troepen. Paus Gregorius VIII riep tot een nieuwe kruistocht op, om de stad Jeruzalem weer in christelijke handen te krijgen en om de overgebleven kruisvaardersbolwerken als Tyrus en Akko in stand te houden. Frederik Barbarossa reageerde meteen op deze oproep, hij nam in de Dom van Mainz op 27 maart 1188 het kruis ter hand en was de eerste die in mei 1189 vertrok in de richting van het Heilige Land, met een leger van ongeveer 100.000 manschappen, waaronder 20.000 ridders (sommige historici betwijfelen dit aantal en reduceren dit tot een leger van 15.000 manschappen en 3.000 ridders). Barbarossa kreeg onderweg steun van een Hongaars leger bestaand uit 2.000 soldaten onder prins Géza, een jongere broer van koning Béla III van Hongarije.
Nadat Hongarije, Servië, Bulgarije en het Byzantijnse Rijk gepasseerd waren, belandden de troepen in Anatolië dat onder het Seldjoeksultanaat Rûm viel. De Turken vielen de Duitse kruisvaarders voortdurend aan, door hinderlagen te leggen en schijnaanvallen uit te voeren. Vervolgens werden de voorraden van de kruisvaarders minder, ondanks dit, vervolgden de kruisvaarders hun weg tot aan Iconium. Barbarossa stond erop om deze stad in te nemen, zodat het leger op 17 mei 1190 zijn kamp opzette in de tuin van de sultan, net buiten de stad.

## De slag
Op 18 mei werd de keizerlijke garde in een frontaanval genaderd door het leger van sultan Qutb al-Din. Barbarossa liet daarop zijn leger in twee divisies splitsen, één onder leiding van zijn zoon Frederik VI, die een aanslag op de stad leidde en de andere geleid door Barbarossa zelf die zich bezighield met de Turken op het slagveld. De stad viel gemakkelijk, maar de veldslag was ingewikkelder en het was doordat keizer zelf aanwezig was, dat de Turken konden worden verslagen. Er is gerapporteerd dat de keizer zou hebben gezegd: "Waarom tobben we zo, waar zijn we bang voor? Christus regeert, Christus verovert, Christus beveelt". Uiteindelijk verlieten de Turken de stad en het slagveld, de stad achterlatend in handen van de Duitse kruisvaarders.

## Nasleep
Na de succesvolle slag, bleven de kruisvaarders vijf dagen in de stad rusten en vervolgden hun tocht op 23 mei 1190, ze namen daarbij Turkse gijzelaars met zich mee om zich te kunnen beschermen voor mogelijke schijnaanvallen. Het succes van het keizerlijk leger alarmeerde het kamp van Saladin, die daarop alle Syrische kustplaatsen met kruisvaardersmuren en bolwerken liet ontmantelen, zodat ze niet tegen hem gebruikt konden worden. Dit bleek uiteindelijk niet nodig, omdat op 16 juni 1190 Barbarossa bij het oversteken van de rivier de Saleph verdronk. Daarna vertrok of deserteerde een groot gedeelte van het Duitse leger en lieten Barbarossa's zoon Frederik VI achter. Deze trok verder met het deel van het leger dat wel bij hem bleef, samen met het Hongaarse leger onder prins Géza, met als doel keizer Barbarossa te begraven in Jeruzalem. De pogingen zijn lichaam te conserveren in azijn mislukten echter. Vandaar dat zijn vleselijke resten werden begraven in de kerk van Sint-Pieter in Antiochië, zijn beenderen in de kathedraal van Tyrus en zijn hart en organen in de hoofdkerk van Tarsus.